# Centro de Arte Moderna Gulbenkian
O Centro de Arte Moderna Gulbenkian (CAM) é um dos principais espaços para a arte contemporânea em Portugal, englobando uma das maiores coleções de arte portuguesa moderna e contemporânea. O seu edifício encontra-se atualmente em renovação, com projeto de Kengo Kuma, e reabrirá ao público em 2024. Até à abertura do edifício, o CAM continua a desenvolver a sua atividade fora de portas.

## Acervo
Constituída desde o final dos anos de 1950, a Coleção Moderna reúne os artistas mais representativos do século XX português até à actualidade; inclui ainda obras de autores internacionais, nomeadamente um núcleo de arte britânica adquirida desde o final dos anos 50 e obras de arte arménias.
Para além de possuir a maior colecção de arte portuguesa do século XX e XXI, de que apresenta em permanência um núcleo selecionado (periodicamente renovado), o CAMJAP tem uma programação diversificada de exposições temporárias que se realizam no seu edifício e na Sede da Fundação.
Em junho de 2016, o Museu Calouste Gulbenkian vai reunir sob o mesmo nome as coleções de arte antiga e moderna da fundação, desaparecendo a designação de Centro de Arte Moderna.

## Educação
O seu sector de Educação favorece o debate em torno de temática da Cultura Visual na Contemporaneidade, da História de Arte e da Estética, desenvolvendo diversas iniciativas. O Jazz em Agosto é também uma realização anual: durante duas semanas, com uma oferta que se tem situado entre  os 12 a 20  concertos na revelação de aspectos mais inovadores do Jazz.

## Edifício
O edifício é da autoria de Sir Leslie Martin e seus associados. A sua construção teve início em Maio de 1980, sendo composto por 3 pisos numa área total de 13.800 m².

## Prémio Maria Madalena de Azeredo Perdigão
O prémio Maria Madalena de Azeredo Perdigão é atribuído também anualmente, com o objectivo de destacar, no campo das artes do espectáculo, um artista português ou estrangeiro, que esteja a desenvolver a sua carreira em Portugal, e que indubitavelmente se distinguida, pelo carácter inovador e originalidade, da sua obra, e indiscutivelmente contribua para o alargamento das fronteiras estéticas e dos modelos de produção usuais.